# Синаксар
Синаксар или Пролог (грч. συναξαριον - компилација) је зборник разноврсних литургијских текстова, а првенствено житија и служби посвећених одређеном црквеном празнику или светитељу, који се читају током богослужења, према календарском распореду. Житија која се налазе у синаксарима по правилу су сажета и називају се пролошким или синксарским житијима. У старој српској средњовековној књижевности најпознатија синаксарска житија су: Пролошко житије Светог Симеона и Пролошко житије Светог Саве.